# Vásárosbéc, Baranya
Vásárosbéc este un sat în districtul Szigetvár, județul Baranya, Ungaria, având o populație de 185 de locuitori (2011). 

## Demografie
Componența etnică a satului Vásárosbéc
     Maghiari (89,77%)
     Romi (2,84%)
     Necunoscut (7,39%)
     Alții (7,39%)
Componența confesională a satului Vásárosbéc
     Fără religie (20,54%)
     Reformați (12,97%)
     Luterani (1,62%)
     Necunoscută (64,86%)
     Alte religii (1,62%)
Conform recensământului din 2011, satul Vásárosbéc avea 185 de locuitori. Din punct de vedere etnic, majoritatea locuitorilor (89,77%) erau maghiari, cu o minoritate de romi (2,84%). Apartenența etnică nu este cunoscută în cazul a 7,39% din locuitori. Nu există o religie majoritară, locuitorii fiind persoane fără religie (20,54%), reformați (12,97%) și luterani (1,62%). Pentru 64,86% din locuitori nu este cunoscută apartenența confesională.